# Oskar Wågman
Frans Oskar Wågman, pseudonym Sture Stig, född 10 november 1849 i Linköping, död 4 november 1913, var en svensk författare och kyrkoherde i Asby pastorat, Östergötland.

## Biografi
Wågman studerade vid Uppsala universitet från 1870 och avlade teoretisk teologisk examen 1872, praktisk teologisk examen 1873 och prästvigdes 1873. Han var kapellpredikant i Blåviks församling 1879 med tillträde 1880, komminister i Vreta klosters församling 1887 med tillträde 1887 samt kyrkoherde i Asby pastorat 1896 med tillträde 1898.

### Familj
Föräldrarna var skräddaren Anders Johan Wågman och Maria Johansson. Frans Oskars första hustru 1878 var Anna Fredrika Blomberg (1852-1907), dotter till Karl Fredrik Blomberg, förvaltare på Sturefors slott, och Anna Severin. Gift 2: 1908 med Johanna Charlotta Elisabet Schmidt (*1874), dotter till Johan Conrad Schmidt, civilingenjör, och Ida Vilhelmina Wessling.

### Barn
- Erik Wågman (*1879), med lic., stadsläkare i Mjölby stad
- Marianne Wågman (*1879) tvillingsyster till Erik, gift med Erik Meurling, kyrkoherde i Kristdala

### Skönlitteratur
- Sherlock Holmes i ny belysning / af Sture Stig. Stockholm: Wahlström & Widstrand. 1908. Libris 3191797. http://litteraturbanken.se/forfattare/WagmanFO/titlar/SherlockHolmes/info
- Nya Sherlock-Holmes historier / af Sture Stig. Stockholm: Wahlström & Widstrand. 1910. Libris 20039072. http://urn.kb.se/resolve?urn=urn:nbn:se:kb:eod-1617890
- Ur Hägersviks krönika / af Sture Stig. Stockholm: Wahlström & Widstrand. 1912. Libris 1639972
- Psalmer i original, bearbetning och öfversättning. Stockholm: Sv. kyrkans diakonistyr. bokförl. 1914. Libris 1641752
- Bröllopen på Valltorp : roman / af Sture Stig. Stockholm: Åhlén & Åkerlund. 1916. Libris 20039048. http://urn.kb.se/resolve?urn=urn:nbn:se:kb:eod-1659093
- Gretas enlevering och Den starkaste : två berättelser / af Sture Stig. Stockholm: Åhlén & Åkerlund. 1916. Libris 3191796
- Sherlock Holmes' andra sida. Dartmoorserien, 99-0129778-8 ; 2. Stockholm: Lindqvist. 1976. Libris 7601026. ISBN 91-7090-291-7 - Urval ur samlingarna från 1908 och 1910.

### Varia
- Öfningskurs i svensk rättskrifning jämte rättskrifningslära. Stockholm: Fr. Skoglund. 1890. Libris 1627619
- Vreta kloster : historik jämte vägledning vid besök i Vreta kloster kyrka och dess omgifning. Stockholm. 1904. Libris 283681
- En tur genom Ydre. Stockholm. 1907. Libris 3191798
- Åskådningsövningar i småskolan. Lund: Gleerup. 1908. Libris 1619123
- En ovän härjar Sveriges land. Skrifter utg. av Svenska sällskapet för nykterhet och folkuppfostran. Stockholm: Sv. sällsk. f. nykterh. o. folkuppf. 1912. Libris 1641751
- Bidrag till Asby sockens krönika. Asby: Asby kyrkoråd. 1981. Libris 305206

### Psalmer
- Nya psalmer 1921
  - 661 Jag vet mig en sömn i Jesu namn

- Den svenska psalmboken 1937
  - 365 Sorgen och glädjen. Översättning; postumt publicerad i hans bok Psalmer i original, bearbetning och översättning, 1914 Finns på Wikisource.
  - 574 Jag vet mig en sömn i Jesu namn. Översättning; tryckt i Förslag till reviderad psalmbok,  1911.

- Den svenska psalmboken 1986
  - 269 Sorgen och glädjen Finns på Wikisource.
  - 631 Jag vet mig en sömn i Jesu namn

- Sånger och psalmer 1951
  - 332 Sorgen och glädjen